# Real Club Deportivo Mallorca B
 (mai 2022).
Si vous disposez d'ouvrages ou d'articles de référence ou si vous connaissez des sites web de qualité traitant du thème abordé ici, merci de compléter l'article en donnant les références utiles à sa vérifiabilité et en les liant à la section « Notes et références ».
Maillots
Le RCD Majorque B (Real Club Deportivo Mallorca B, SAD en espagnol) est un club espagnol de football fondé en 1967.
Il constitue l'équipe réserve du RCD Majorque et évolue actuellement en Tercera División.
Il joue ses matchs à domicile au Stade Son Bibiloni, doté de 1 500 places.

## Histoire
En 1967, l'Unión Deportiva Collerense est fondé. Le club devient en 1981 l'équipe réserve du RCD Majorque. L'équipe est renommée Mallorca Atlético en 1983 puis Real Club Deportivo Mallorca B en 1993. 
Le club dispute une saison de Segunda División (deuxième division) en 1998-1999, ce qui est le plus haut niveau qu'une équipe réserve puisse atteindre en Espagne. 
Le club atteint les quarts de finale de la Copa del Rey lors de la saison 1986-1987, ce qui constitue sa meilleure performance dans cette compétition.

## Bilan saison par saison
(mai 2022).
| Saison    | Division             | Place | Copa del Rey  |
| --------- | -------------------- | ----- | ------------- |
| 1967-1979 | Divisions régionales | -     |               |
| 1979-1980 | Tercera División     | 15e   |               |
| 1980-1981 | Tercera División     | 12e   |               |
| 1981-1982 | Tercera División     | 12e   |               |
| 1982-1983 | Tercera División     | 14e   |               |
| 1983-1984 | Tercera División     | 7e    |               |
| 1984-1985 | Tercera División     | 1er   |               |
| 1985-1986 | Tercera División     | 1er   | 3e tour       |
| 1986-1987 | Segunda División B   | 21e   | 1/4 de finale |
| 1987-1988 | Tercera División     | 4e    | 1er tour      |
| 1988-1989 | Tercera División     | 1er   |               |
| 1989-1990 | Segunda División B   | 14e   |               |

| Saison    | Division           | Place |
| --------- | ------------------ | ----- |
| 1990-1991 | Segunda División B | 17e   |
| 1991-1992 | Tercera División   | 4e    |
| 1992-1993 | Tercera División   | 3e    |
| 1993-1994 | Tercera División   | 1er   |
| 1994-1995 | Tercera División   | 1er   |
| 1995-1996 | Segunda División B | 14e   |
| 1996-1997 | Segunda División B | 11e   |
| 1997-1998 | Segunda División B | 3e    |
| 1998-1999 | Segunda División   | 19e   |
| 1999-2000 | Segunda División B | 5e    |
| 2000-2001 | Segunda División B | 7e    |
| 2001-2002 | Segunda División B | 15e   |
| 2002-2003 | Segunda División B | 14e   |
| 2003-2004 | Segunda División B | 14e   |
| 2004-2005 | Segunda División B | 18e   |
| 2005-2006 | Tercera División   | 2e    |
| 2006-2007 | Tercera División   | 2e    |
| 2007-2008 | Tercera División   | 2e    |
| 2008-2009 | Tercera División   | 1er   |
| 2009-2010 | Segunda División B | 8e    |
| 2010-2011 | Segunda División B | 19e   |
| 2011-2012 | Segunda División B | 12e   |
| 2012-2013 | Segunda División B | 18e   |
| 2013-2014 | Tercera División   | 1er   |
| 2014-2015 | Segunda División B | 17e   |
| 2015-2016 | Tercera División   | 1er   |
| 2016-2017 | Segunda División B | 13e   |
| 2017-2018 | Tercera División   | 1er   |
| 2018-2019 | Tercera División   |       |

- 1 saison en Segunda División
- 18 saisons en Segunda División B
- 21 saisons en Tercera División
- 12 saisons en Divisions régionales

## Palmarès
- Tercera Division B (D4) :
  - Champion en 1985, 1986, 1989, 1994, 1995, 2009 et 2014

## Effectif actuel
Source : RCD Mallorca B Plantilla

### Effectif de la saison 2019-2020
| N° | Nat.                 | Poste | Nom du joueur      |
| -- | -------------------- | ----- | ------------------ |
|    | Drapeau de l'Espagne | G     | Jaume Valens       |
|    | Drapeau de l'Espagne | G     | Miquel Parera      |
|    | Drapeau de la France | D     | Antoine Letievant  |
|    | Drapeau de l'Espagne | D     | Jaume Pol          |
|    | Drapeau de l'Espagne | D     | Joan Sastre        |
|    | Drapeau de l'Espagne | D     | Juanjo Nieto       |
|    | Drapeau de l'Espagne | D     | Miquel Àngel Nadal |
|    | Drapeau du Cameroun  | D     | Steve One          |
|    | Drapeau de l'Espagne | D     | Raúl González      |
|    | Drapeau de l'Espagne | M     | Álex Serrano       |

| No. | Nat.                             | Position | Nom du joueur |
| --- | -------------------------------- | -------- | ------------- |
|     | Drapeau du Ghana                 | M        | Baba          |
|     | Drapeau du Ghana                 | M        | Stephen       |
|     | Drapeau de l'Espagne             | M        | Tià Sastre    |
|     | Drapeau de l'Espagne             | M        | Fernando Cano |
|     | Drapeau de la Guinée équatoriale | M        | James         |
|     | Drapeau de l'Espagne             | A        | Ángel Sánchez |
|     | Drapeau de la France             | A        | Enzo Lombardo |
|     | Drapeau du Sénégal               | A        | Lima          |
|     | Drapeau de l'Espagne             | A        | Ángel Rodado  |
|     | Drapeau de l'Espagne             | A        | Sergio Cortés |